# Кузнецов, Александр Игнатьевич
Кузнецов Александр Игнатьевич (15 августа 1915 года — 11 февраля 1991 года) — советский писатель, педагог. Член Союза писателей СССР (1984). Участник Великой Отечественной войны.

## Биография
Кузнецов Александр Игнатьевич родился 15 августа 1915 года в Уфе в семье складского рабочего. После гибели отца на фронте, семья Кузнецовых переехала в с. Удельные Дуванеи — на родину его матери.
В возрасте 14 лет Саша был секретарем волостного комитета комсомола. Учился в строительном техникуме, по окончании которого работал в лесном хозяйстве. С 1937 года служил в Красной Армии — в воздушно-десантных войсках. Затем учился в военно-политической школе в Хабаровске.
Воевал на фронтах Великой Отечественной войны, будучи политруком роты, заместителем командира батальона. Воевал на Курской дуге, участвовал в форсировании Днепра, освобождении Киева, выполняя спецзадания в тылу врага. Трижды ранен. После тяжелого третьего ранения на территории Польши был демобилизован.
После войны Александр Игнатьевич работал в Благовещенском районе БАССР директором школы, с 1948 года — зав. отделом пропаганды районного комитета ВКП(б); в 1950—1979 годах работал преподаватель ПТУ № 6 Уфы.
Темы многих его произведений — становление советской власти в селе, коллективизация, война. Свои произведения он печатал в газетах «Советская Башкирия», «Ленинец», «Вечерняя Уфа», рассказы военной тематики публиковал в издательстве «Молодая гвардия», альманахе «Подвиг».

## Произведения
- Роман-дилогия «Отчего хлеб сладок» (в 2 кн., 1974—1982)
- повести «Протальник» (1984)
- повести и рассказы «Иду к друзьям» (1979)
- «Судьбой единой» (1987)

## Награды и звания
- Орден Отечественной войны 1-й (1985) и 2-й (1944) степеней.
- Ордена Красной Звезды (1943, 1944).